# راي هادلي
راي هادلي (بالإنجليزية: Ray Hadley)‏ هو مقدم برامج إذاعية أسترالي، ولد في 27 سبتمبر 1954 في بادنغتون في المملكة المتحدة.

## وصلات خارجية
- راي هادلي على موقع IMDb (الإنجليزية)